# Michael Krelle
Michael Krelle (* 1973) ist ein deutscher Sprachwissenschaftler und Fachdidaktiker mit den Forschungsschwerpunkten Schriftlichkeit und Schreibdidaktik, Mündlichkeit und Gesprächsdidaktik und Diagnostik und Assessment.

## Leben
Von 2005 bis 2006 war er akademischer Tutor an der Universität Hamburg, Fachbereich Erziehungswissenschaft, Institut für Didaktik der Sprachen. Von 2006 bis 2007 war er wissenschaftlicher Mitarbeiter an der Universität Hildesheim, Institut für deutsche Sprache und Literatur des Fachbereichs II. Von 2007 bis 2014 war er wissenschaftlicher Mitarbeiter an der Universität Duisburg-Essen, Fakultät für Geisteswissenschaften, Germanistik/Linguistik. Von 2014 bis 2015 war er Akademischer Rat (a. Z.) für Deutschdidaktik an der Universität Paderborn, Fakultät für Kulturwissenschaften, Institut für Germanistik und Vergleichende Literaturwissenschaft. Von 2015 bis 2016 war er Verwalter der W2-Professur „Germanistische Didaktik“ an der Universität Vechta / Department III / Fach Germanistik. Seit 2016 ist er Professor „Deutschdidaktik (Grundschule)“ TU Chemnitz, Zentrum für Lehrerbildung (ZLB). Seit 2024 ist er außerdem einer von zwölf berufenen Mitgliedern der Ständigen Wissenschaftlichen Kommission der Kultusministerkonferenz (SWK). 

## Schriften (Auswahl)
- mit Steffen Gailberger (Hg.): Wissen und Kompetenz. Entwicklungslinien und Kontinuitäten in Deutschdidaktik und Deutschunterricht. Heiner Willenberg zum 65. Geburtstag gewidmet. Baltmannsweiler 2007, ISBN 3-8340-0338-7.
- mit Carmen Spiegel (Hg.): Sprechen und Kommunizieren. Entwicklungsperspektiven, Diagnosemöglichkeiten und Lernszenarien in Deutschunterricht und Deutschdidaktik. Baltmannsweiler 2009, ISBN 978-3-8340-0617-2.
- Mündliches Argumentieren in leistungsorientierter Perspektive. Eine empirische Analyse von Unterrichtsdiskussionen in der neunten Jahrgangsstufe. Baltmannsweiler 2014, ISBN 3-8340-1356-0.
- mit Werner Senn (Hg.): Qualitäten von Deutschunterricht. Stuttgart 2016, ISBN 3-12-688067-3.